# Бруно Дреоссі
Бруно Дреоссі (італ. Bruno Dreossi; нар. 11 липня 1964, Монфальконе, Італія) — видатний італійський веслувальник на байдарках, бронзовий (1992 рік) призер Олімпійських ігор.

## Кар'єра
Бруно Дреоссі народився 11 липня 1964 року в місті Монфальконе, провінція Горіція.
Завдяки своїм успішним виступамм, зумів пробитися на Олімпійські ігри 1988 року. Там він виступав у парі з Алессандро П'єрі на дистанції 1000 метрів. Після перемоги у попередньому заїзді, спортсмени зайняли п'яте місце у півфіналі, що не дозволило їм пробитися у фінал.
На Олімпійських іграх 1992 року виступав з Антоніо Россі на дистанції 500 метрів. У попередньому заїзді спортсмени поступилися екіпажу з Польщі, але пробилися у півфінал, який успішно виграли. Фінал пройшов у конкурентній боротьбі, у якій спортсмени поступилися лише екіпажам з Німеччини та Польщі, що принесло їм бронзові нагороди. 
Після цього успіху, спортсмен суттєвих досягнень не здобував, та вирішив завершити кар'єру.

## Виступи на Олімпійських іграх
| Олімпіада      | Дисципліна                   | Місце     |
| -------------- | ---------------------------- | --------- |
| Сеул 1988      | байдарки-двійки, 1000 метрів | 5 h1 r3/4 |
| Барселона 1992 | байдарки-двійки, 500 метрів  | 3         |